# 戸田勝興
戸田勝興（とだ かつおき、生年不詳 - 慶長14年（1609年9月）は、江戸時代初期の旗本。戸田一西の四男。半之丞。兄弟に戸田氏鉄（長兄）、戸田正直（次兄）、戸田為晴（三兄）、山口直友室、三宅康信正室、内藤正成室。
大番頭として徳川秀忠に随行している時、京で真田信勝と刃傷に及び斬殺された。